# 今井今助
今井 今助（いまい いますけ、慶応2年9月15日〈1866年10月23日〉 - 1948年〈昭和23年〉2月18日）は、明治・大正時代の日本の政治家、実業家。群馬県利根郡川場村出身。衆議院議員（2期）、群馬県会議員（5期）、利根郡会議員、川場村長などを歴任した。

## 生涯
川場村川場湯原の今井悟兵衛の長男として生まれる。今井家は代々名主を務める家柄で、父悟兵衛は領主から帯刀御免・御用達頭取を仰せつけられていた。
今助は1892年（明治25年）に群馬県会議員に当選し、以後1896年（明治29年）、1907年（明治40年）、1911年（明治44年）、1915年（大正4年）の5回当選を果たし、17年間務めた。
1896年（明治29年）、1899年（明治32年）、1903年（明治36年）の3度利根郡会議員に当選。
1897年（明治30年）川場村長に就任。1902年（明治35年）再び村長を務める。
1906年（明治39年）日露戦役の功により勲七等。
1917年（大正6年）に県会議員を辞職し、衆議院議員に立候補して当選。立憲政友会に所属。1920年（大正9年）にも再選される。
1922年（大正11年）勲四等瑞宝章受章。
1916年（大正5年）から1924年（大正13年）まで利根郡教育会長を務める。ほかに利根貯蓄銀行取締役、群馬県農工銀行取締役、追貝貯蓄銀行取締役、利根林業株式会社取締役、利根軌道株式会社社長、利根製材株式会社社長などを務めた。
人柄は謹厳そのもので、金銭には頓着しなかったという。

## 親族
長男・孝次は川場村長などを務めた。三男・頼次郎は東京帝国大学工学部電気科を経て朝鮮総督府逓信局電気課長などを務め、後に勅任官となり勲四等を授けられた。